# Солодушка крейдяна
Солодушка крейдяна (Hedysarum cretaceum) — вид рослин родини бобові (Fabaceae), поширений в Україні, Росії, Казахстані.

## Опис
Багаторічник 20–30(90) см завдовжки. Стебла голі або дуже рідко запушені. Листки непарно-пірчасті, з 19–23 листочків. Квітки рожево-малинові, у верхівкових китицях. Зубці чашечки в 2–3 рази коротші від її трубки.
Період цвітіння: червень — серпень. Період плодоношення: серпень — вересень. Розмножується насінням і вегетативно.

## Поширення
Поширений в Україні, Росії, Казахстані.
В Україні зростає на крейдяних схилах — у Луганській області.